# Alsóaklos
Alsóaklos (Ocoliș) falu Romániában, Erdélyben, Fehér megyében, az azonos nevű község központja.

## Fekvése
Torockótól északnyugatra, az Aranyos egyik jobb oldali mellékága mellett, Aranyosronk, Aranyoslonka és Vidaly közt fekvő település.

## Története
Alsóaklos nevét 1408-ban említette először oklevél p. Aklos néven.
1419-ben p. Oklos, 1426-ban p. Kysaklos et Naghaklos, 1490-ben p. Felsew Aklos et Also Aklos néven írták.
1448-ban Naghaklos kenézét is említették egy oklevélben, ekkor már vámszedő hely volt. Több birtokosa is volt; így a Járai, Alsójárai, Lupsai Kende, Peterdi, Csáni, Tordafi, Hosszúaszói, Zichy, Gordovai, Tusoni Bolgár, Vizaknai, Kemény és más családoknak is volt itt birtokrésze.
1518-ban Jára vár tartozékai között szerepelt,
1544-ben birtokosai közé tartozott Alsójárai Bolyai Mihály és nővére Bolyai Orsolya is, akik itt egy jobbágytelket adtak el Haczaki László özvegyének Anglétának és fiainak: Felsőjárai Hasdáti Benedeknek és Mártonnak.
1910-ben 814 lakosából 17 magyar, 797 román volt. Ebből 795 görögkeleti ortodox, 10 unitárius volt.
A trianoni békeszerződés előtt Torda-Aranyos vármegye Torockói járásához tartozott.

## Jegyzetek

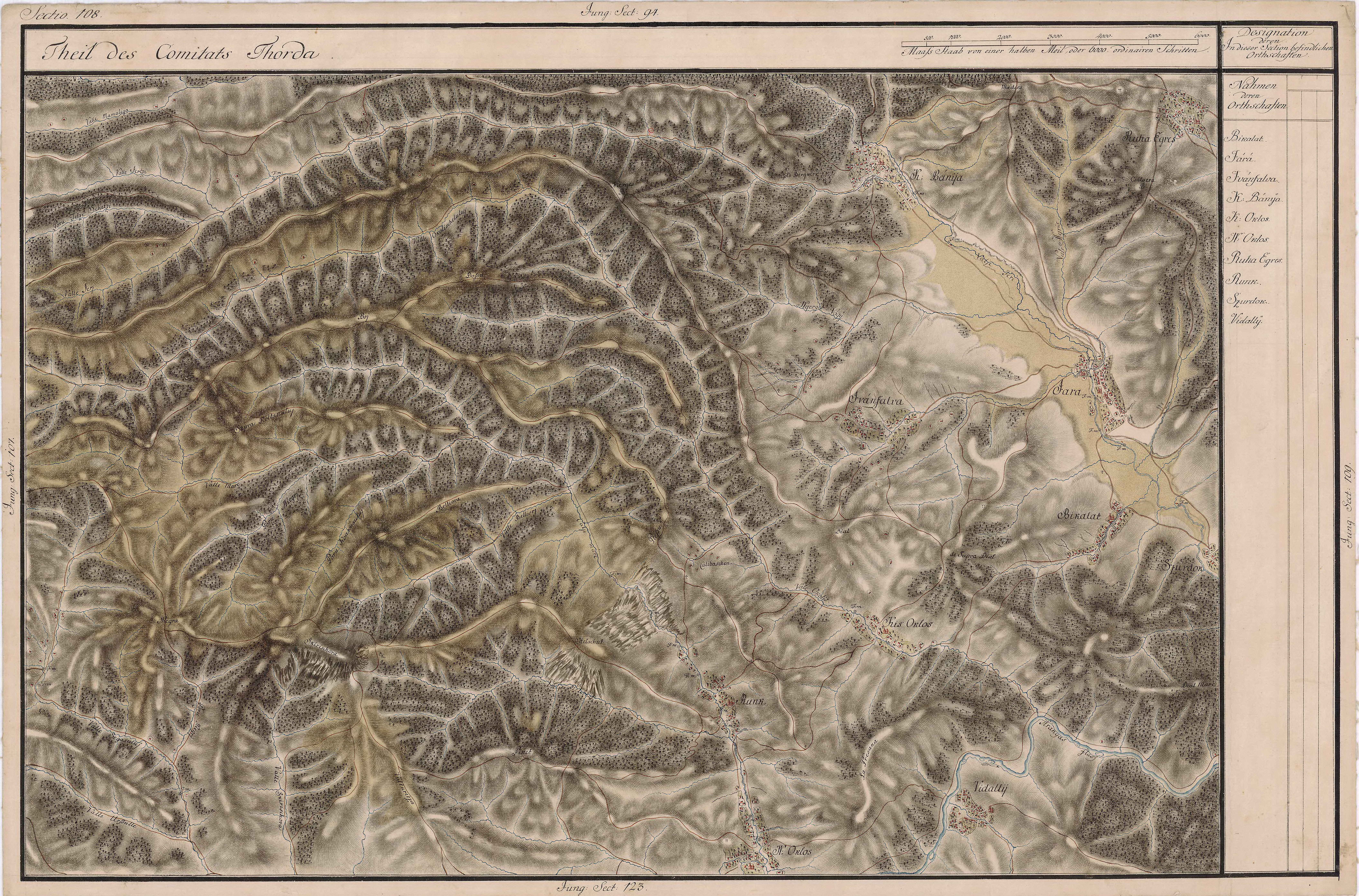
Alsóaklos egy régi térképen